# Ford Focus ST
Ford Focus ST — спортивна версія автомобіля компактного класу Ford Focus виробництва американського концерну Ford. Focus ST прийшов на заміну Ford Escort RS 2000.
Модель виробляється з 2002 року.

## Ford Focus ST I (2002—2004)

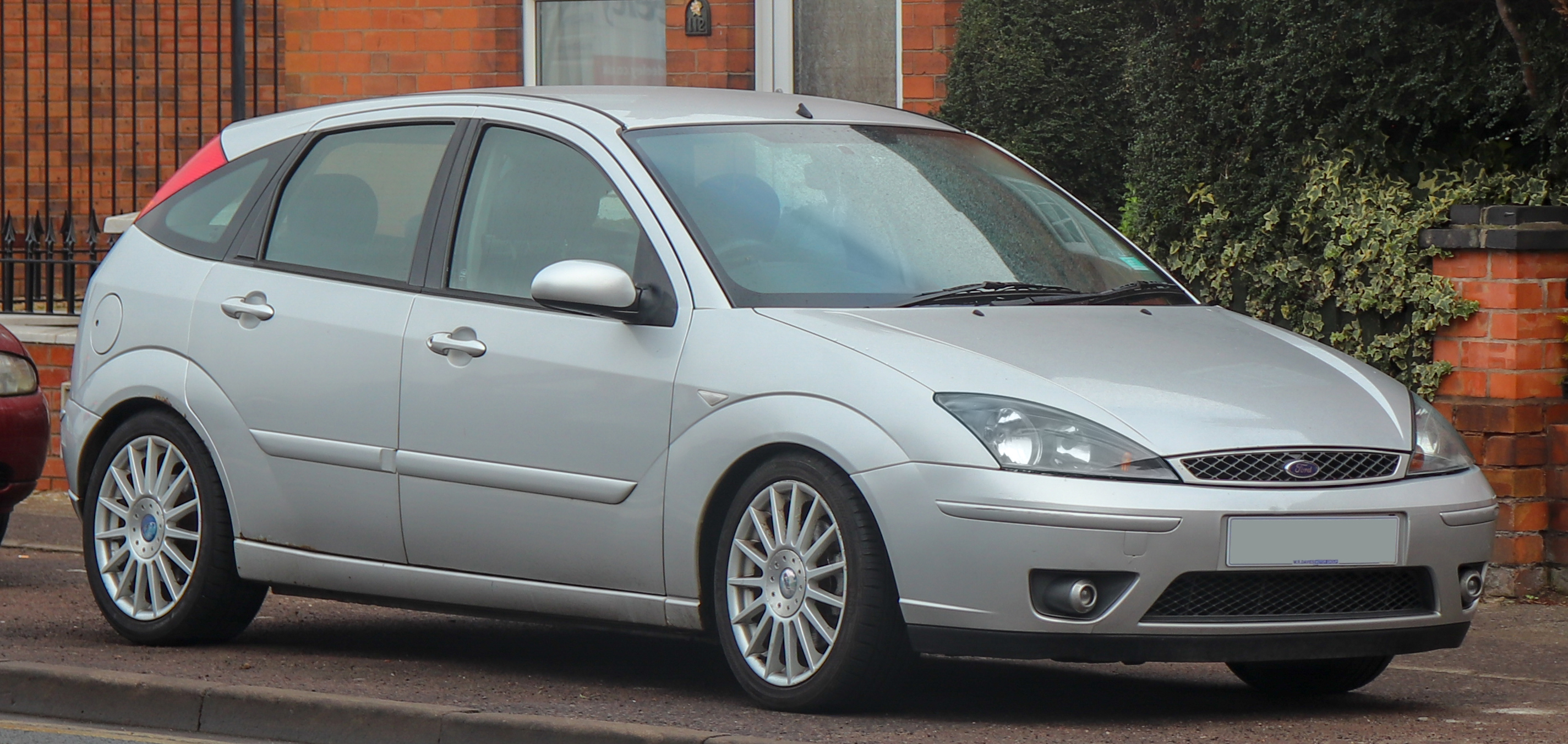
Ford Focus ST 170

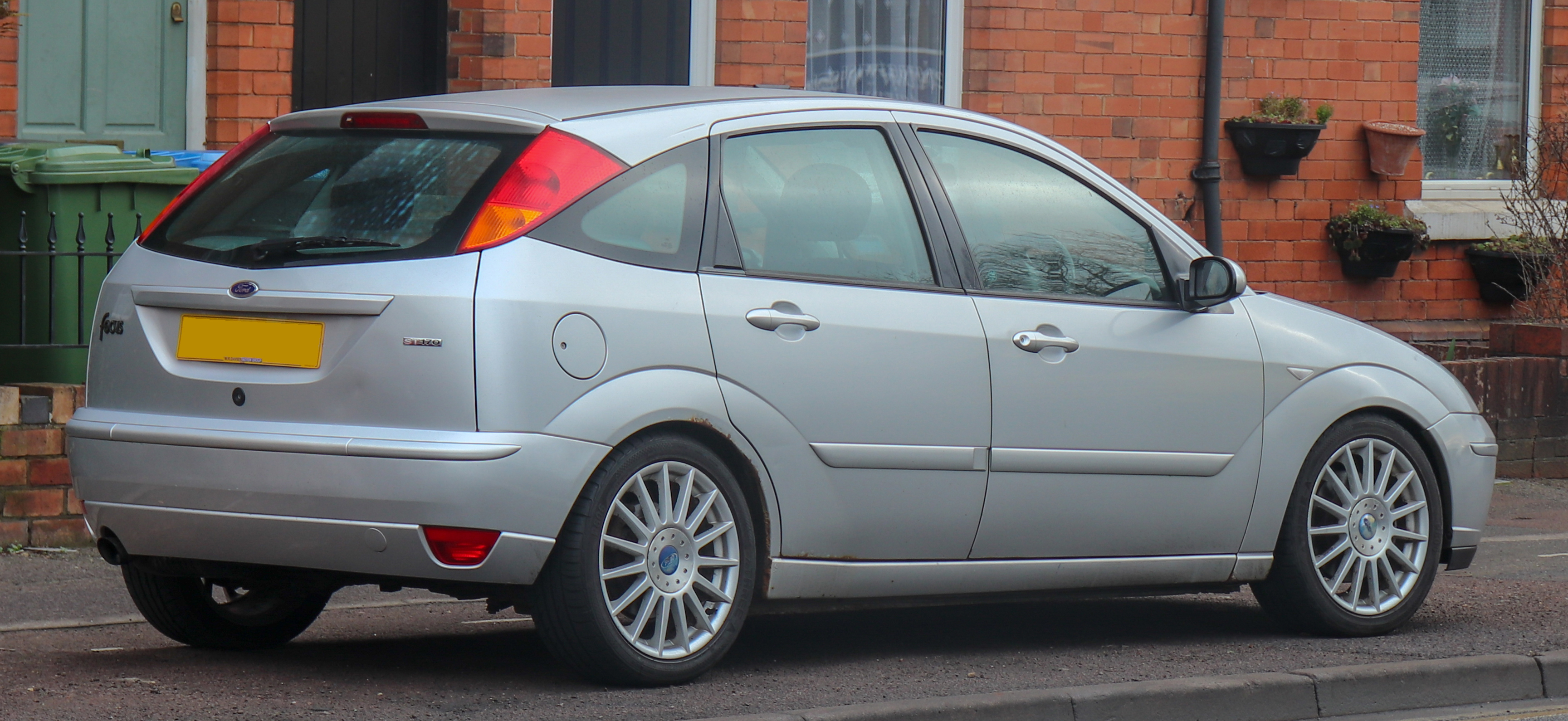
Ford Focus ST 170

Ford Focus ST170, запущений у виробництво в 2002 році — це технологічна версія від підрозділу Ford, SVT. ST розшифоровується як спорт технології. Пару трьохдверному хетчбеку становив універсал ST170 Tunier.
Створений на основі рестайлінгової версії Ford Focus'а першого покоління, ST170 має такі зовнішні відмінності:
- Колеса на 17" багатоспицеві дисках
- Бічні подушки безпеки
- Опціональні шкіряні сидіння від Recaro
- Опціональна 9006 стерео система з сабвуфером
- Сітчаста передня радіаторні ґрати
- та інші

Автомобіль комплектувався бензиновим атмосферним 2,0 літровим двигуном розробленим компанією Cosworth, поліпшення підняли потужність з 130 до 170 к.с. і 196 Нм. Розгін до першої сотні становить 8,5 с, максимальна швидкість — 216 км/год.
Оновлення включають:
- Алюмінієві головки циліндрів
- Фірмову технологію Ford Variable Cam Timing (VCT)
- Вихлопна система з нержавіючої сталі
- Спортивний каталітичний конвертер
- Великі гальмівні диски (300 мм передні, 280 мм задні)
- 6-ти ступінчаста коробка перемикання передач Getrag

## Ford Focus ST II (2005—2010)

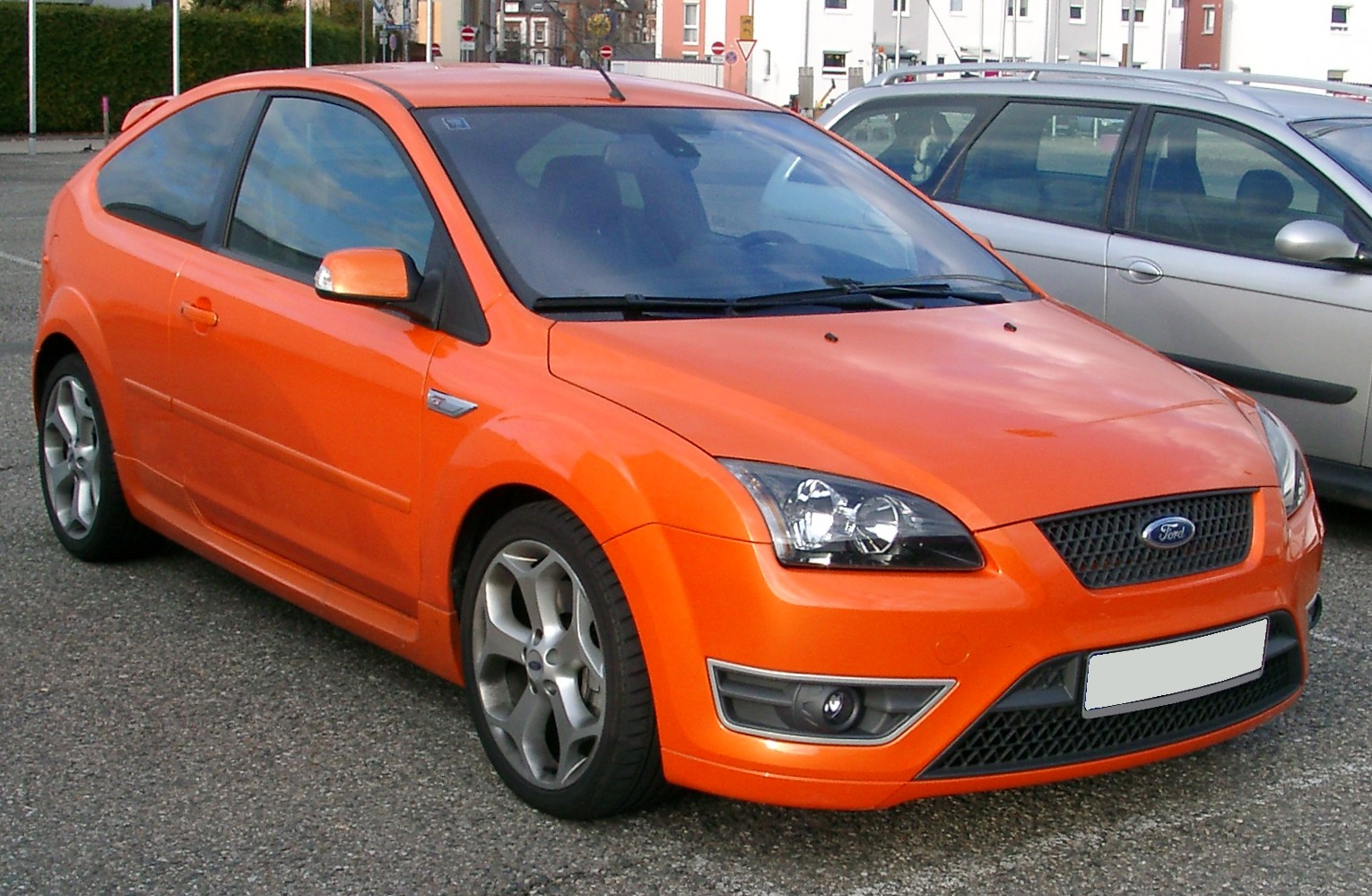
Ford Focus ST II 3дв. (2005—2008)

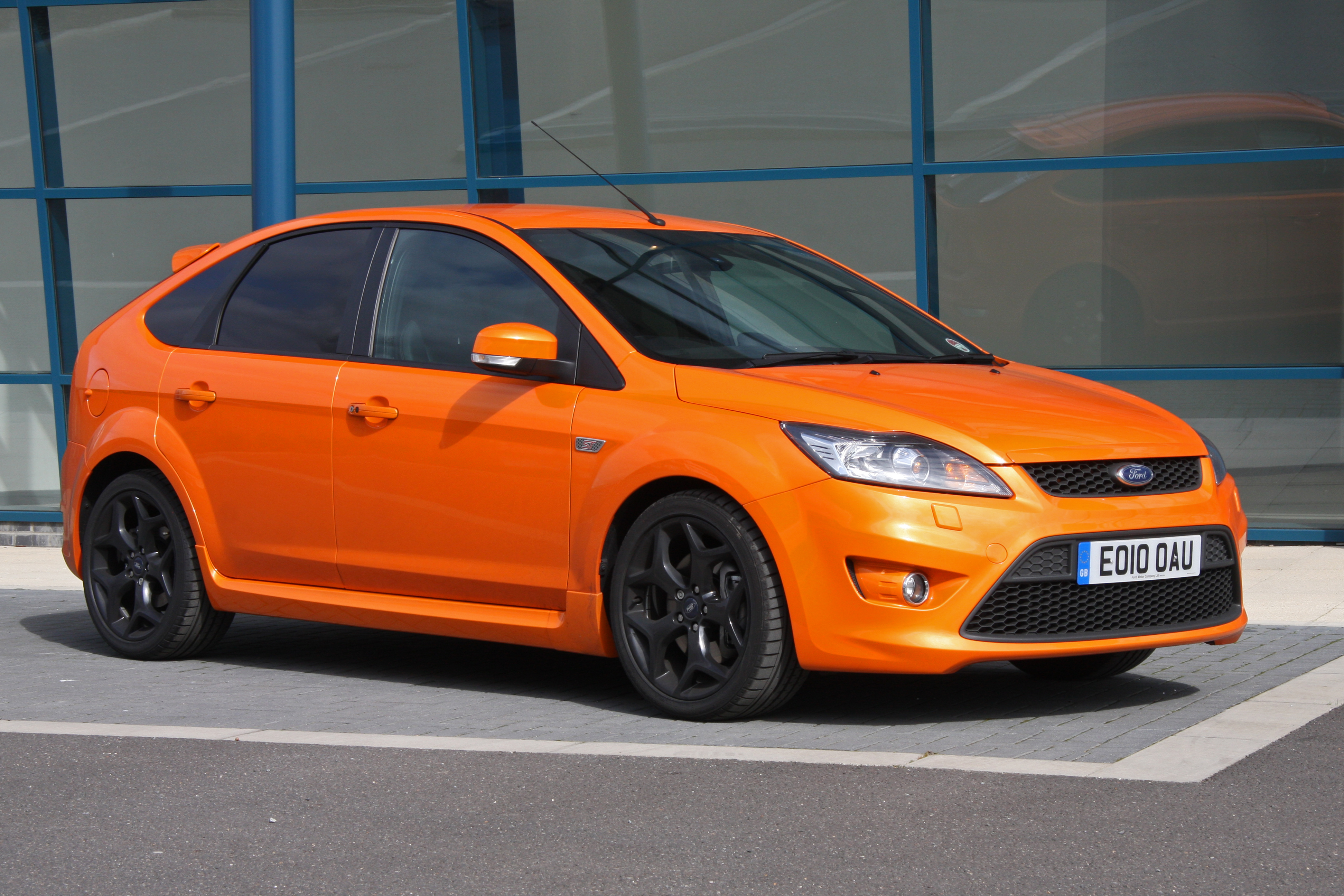
Ford Focus ST II 5 дв. Фейсліфт (2008—2010)

Зміна поколінь трапилася в 2005 році. Ford Focus ST другого покоління додав у розмірах, відмовився від модифікації з кузовом універсал на користь п'ятидверного хетчбека і став могутнішим і швидшим. П'ятициліндровий турбомотор об'ємом 2,5 л і потужністю 225 к.с. з'явився під капотом ST після покупки концерном Ford фірми Volvo. З ним на розгін до 100 км/год Focus ST II витрачав 6,8 с, а максимальна швидкість дорівнювала 241 км/год.
У 2008 році модель піддалася плановому рестайлінгу, як і в базовому Ford Focus в змінилися передня оптика, капот і бампери.

## Ford Focus ST III (2012—2019)

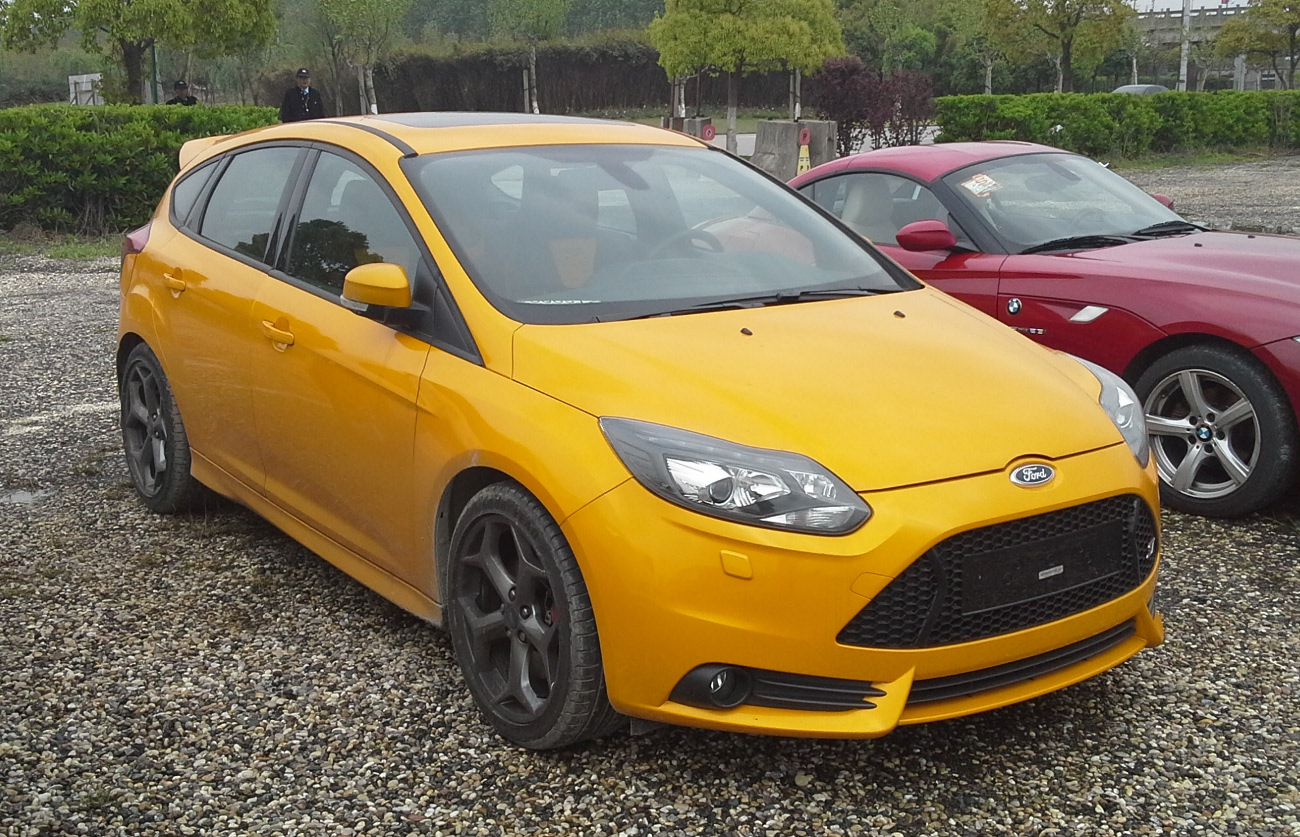
Ford Focus ST III 5 дв.

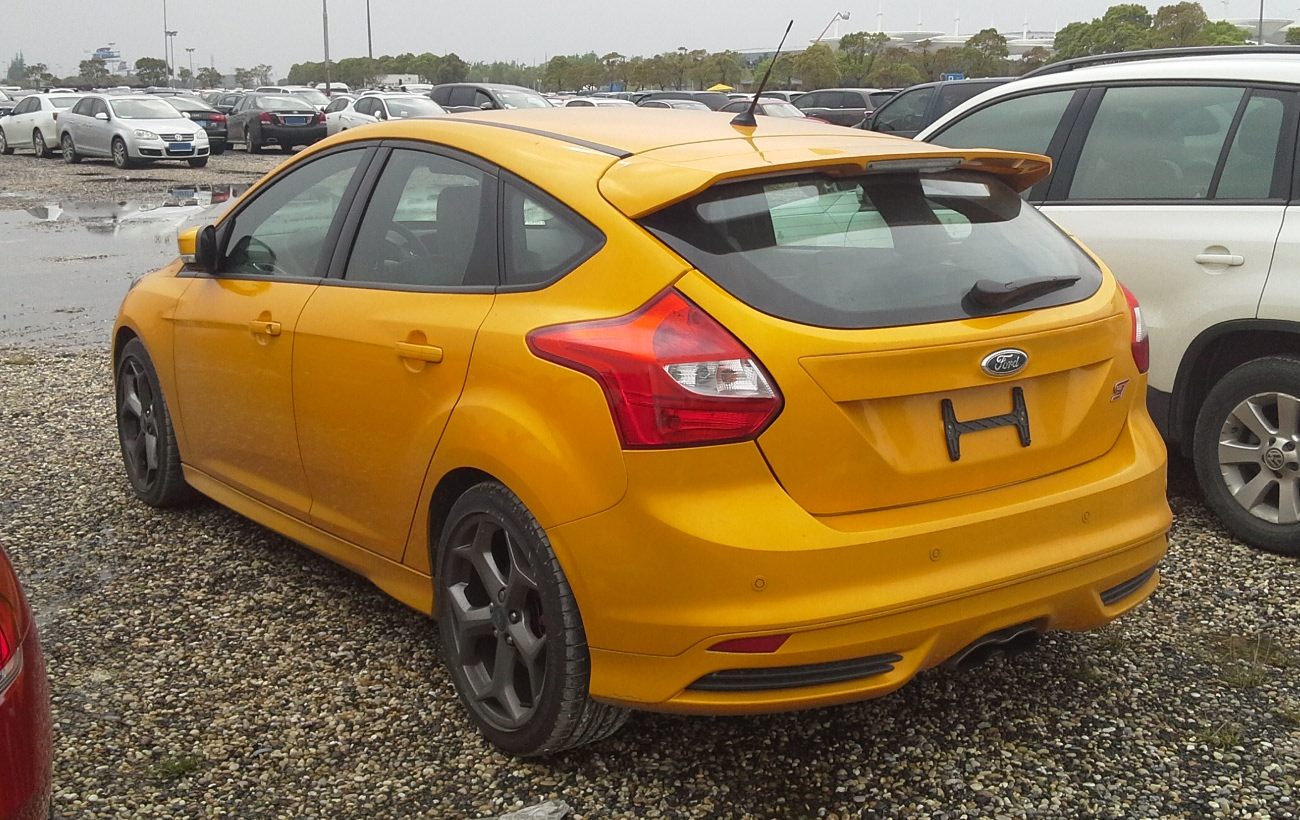
Ford Focus ST III 5 дв.

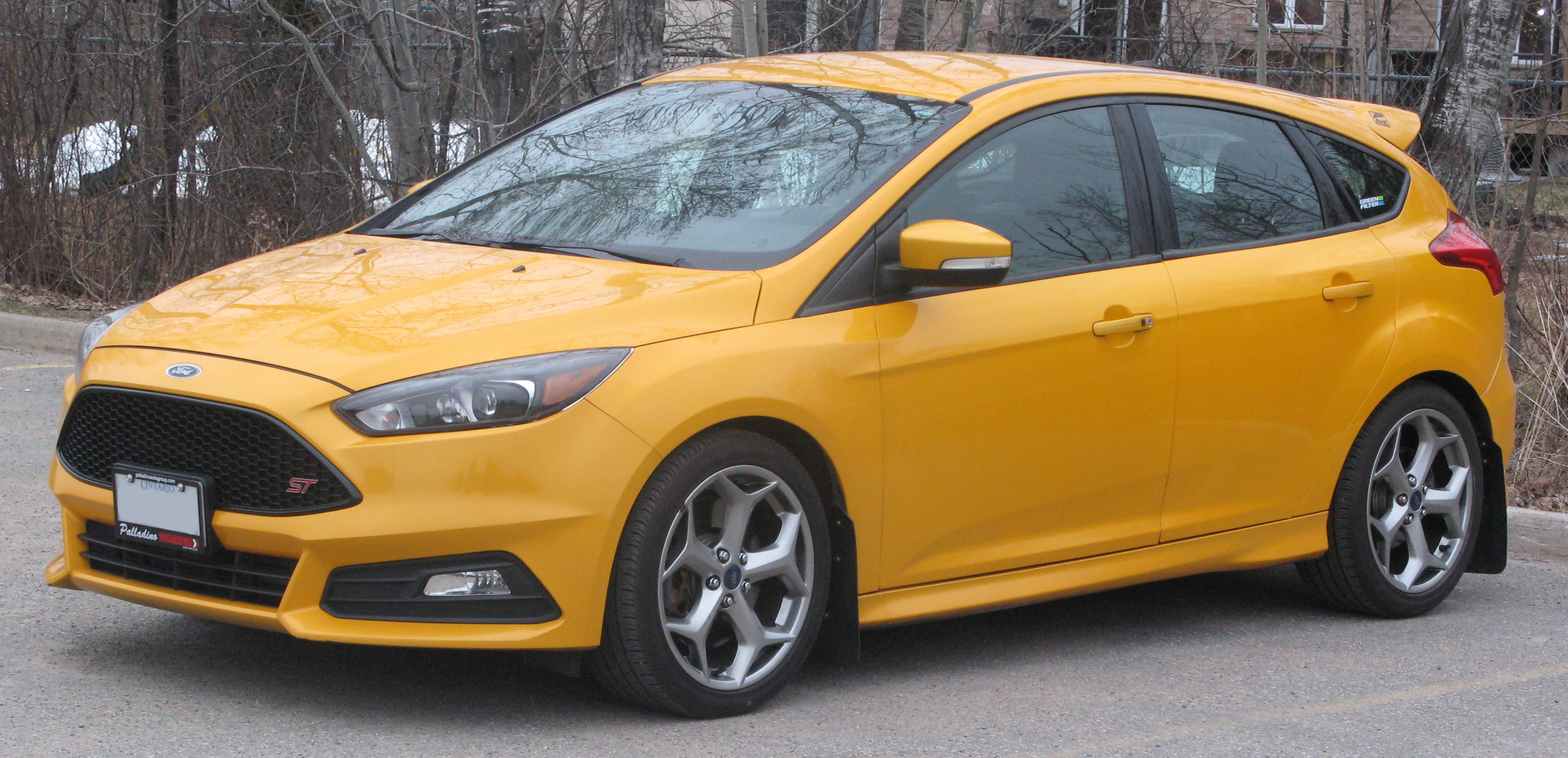
Ford Focus ST III (з 2014)

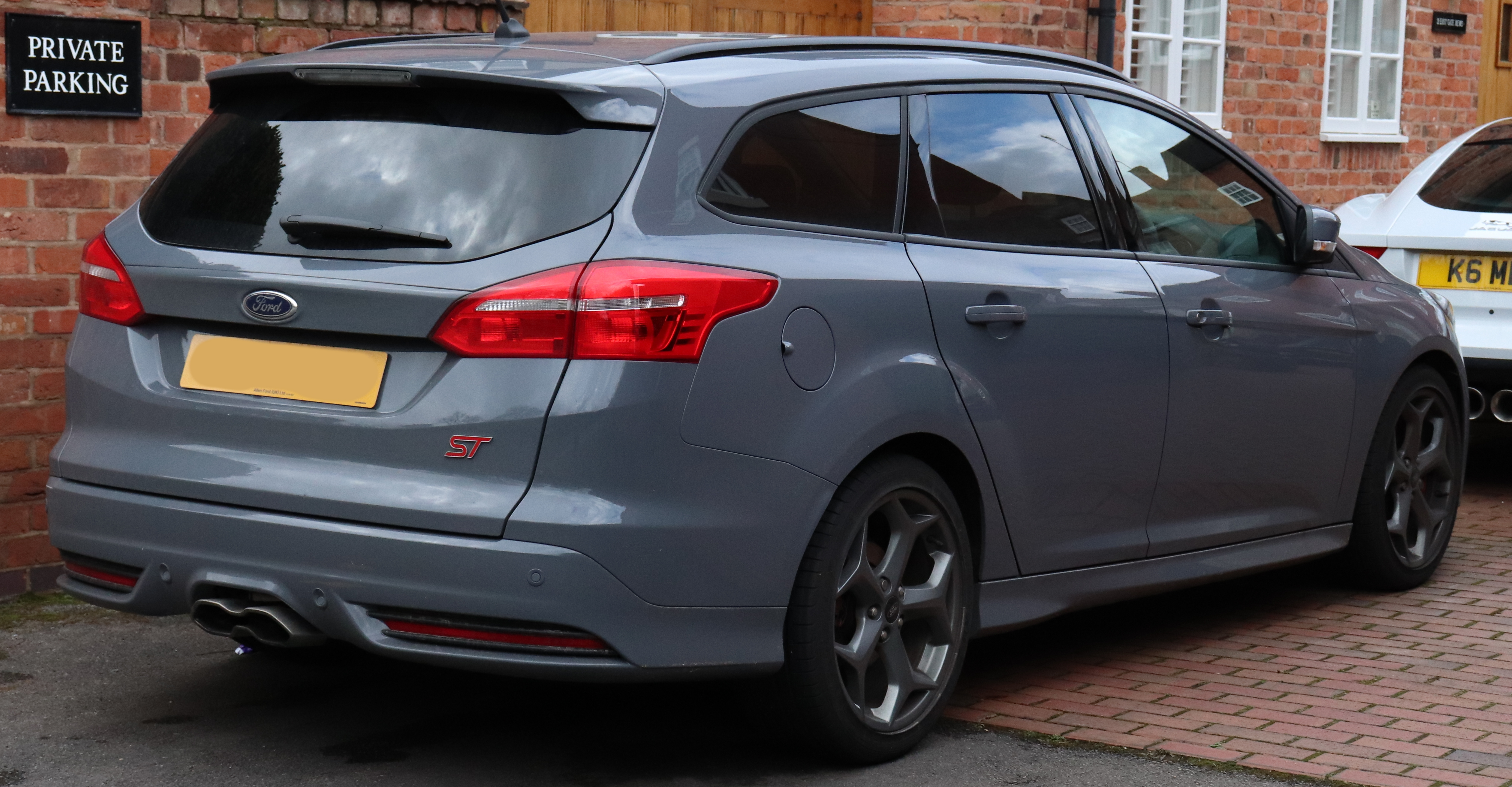
Ford Focus ST III універсал

1 березня 2010 року, на Женевському автосалоні, керівник відділу розробки глобальних продуктів компанії Ford Деррік Кьюзак оголосив, що Ford буде робити глобальну «заряджену» модифікацію моделі Focus наступного покоління, яка з'явиться протягом найближчих двох років і буде мати двигун сімейства EcoBoost. 15 вересня 2010 року Ford повідомив, що 30 вересня на Паризькому автосалоні відбудеться прем'єра Focus ST 3-го покоління і розповсюдив його фотографії в 5-дверному кузові в кольорі 'Tangerine Scream'.
В червні 2012 року почалися світові продажі автомобіля Focus ST з 250-сильним 2,0-літровим 4-циліндровим двигуном EcoBoost. У порівнянні зі стандартною версією, в автомобілі застосований більш міцний і жорсткий каркас кузова і була оптимізована конструкція передньої і задньої підвіски. Шасі автомобіля опущено на 10 мм, істотно змінено передавальне число системи рульового управління, встановлені гальма з високими динамічними характеристиками. У стандарті Focus ST оснащається оптимізованою 6-ступінчастою механічною трансмісією.
Автомобіль пропонується в 5-дв. кузові хетчбек і універсал.
В літку 2014 року дебютував оновлений Ford Focus ST, крім звичайної бензинової версії представили і 2,0 л турбодизель потужністю 184 к.с.

## Ford Focus ST IV (2019―2025)

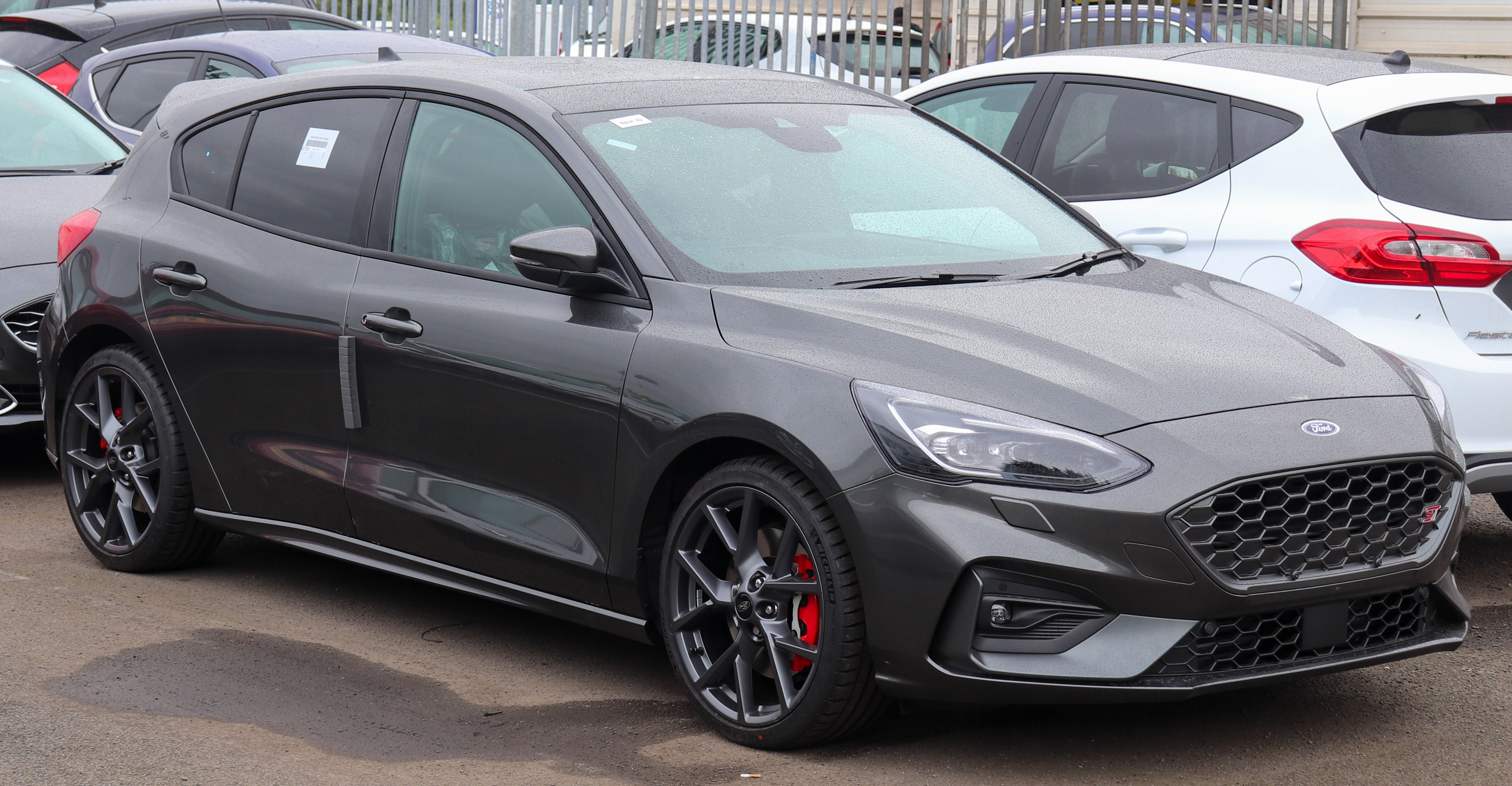
Ford Focus ST (з 2019)

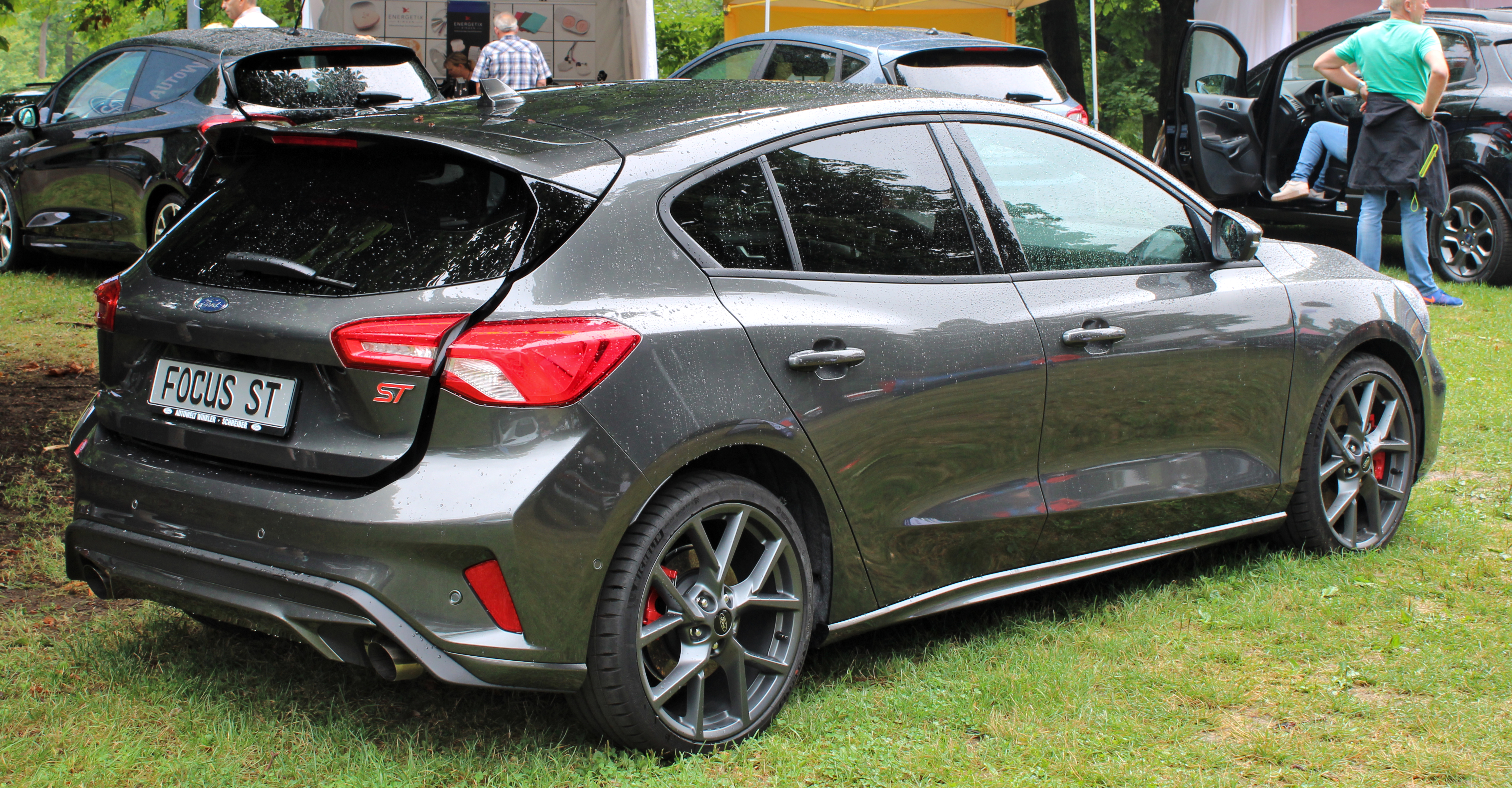

В 2019 році дебютував Ford Focus ST четвертого покоління. Автомобіль отримав турбочетвірку 2.3 EcoBoost потужністю 280 к.с. і 420 Нм. Дизельний варіант ST залишився вірним робочому об'єму в два літри, але потужність тепер 190 к.с. і 400 Нм. Бензиновий варіант набирає сотню з нуля швидше 6 секунд.
На відміну від попередника, у нового ST з бензиновим мотором з'явився опціональна семідіапазонна АКПП, який адаптується під стиль водіння. Крім того, на автівці вперше серед передньопривідних Фордів в якості штатного оснащення встановлений електроннокерований передній диференціал eLSD.
Вперше на ST з'явився перемикач режимів руху, що впливає на роботу мотора, шасі, системи стабілізації, кермового підсилювача і трансмісії. Причому на бензиновому варіанті моделі стандартом є адаптивні амортизатори CCD, що змінюють параметри роботи за сигналами купи сенсорів кожні дві мілісекунди. Крім режимів Slippery/Wet, Normal і Sport, з пакетом Performance додається програма Track.